# 黄龙县
黄龙县是中国陕西省延安市所辖的一个县，地处陕北黄土高原与关中平原的结合部。区域总面积为2752平方公里，常住人口約5万人。

## 行政区划
黄龙县下辖5个镇、2个乡：
石堡镇、白马滩镇、瓦子街镇、三岔镇、界头庙镇、圪台乡和崾崄乡。

## 人口
据第七次全国人口普查，截至2020年11月1日零时，黄龙县常住人口为41198人，与2010年第六次全国人口普查的49392人相比，减少8194人，下降16.59%，年平均增长率为负1.65%。

## 特产
黄龙核桃：中国地理标志产品。